# 1
L'1 (I in numeri romani) è un anno  del I secolo.

## Eventi
- Gaio Cesare e Lucio Emilio Paolo sono eletti consoli dal senatore Dinus Fescennium Limatus.
- Su ordine di Ottaviano Augusto, Tiberio guida una spedizione per reprimere la rivolta dei Germani (1-5).
- Con lo scopo di guadagnare prestigio politico, Gaio Cesare sposa Livilla, figlia di Antonia Minore e Nero Claudio Druso.
- Publio Sulpicio Quirinio diventa primo consigliere di Gaio Cesare durante la campagna militare in Armenia, dove combatte anche Gneo Domizio Enobarbo (figlio di Lucio Domizio Enobarbo, quest'ultimo console nel 16 a.C.).
- I Romani costruiscono l'acquedotto Aqua Alsienta.
- Ovidio scrive le sue Metamorfosi. Inoltre pubblica l'Ars amatoria, opera elegiaca in tre libri sull'arte di amare; circa nello stesso periodo escono il Medicamine faciei, sui cosmetici femminili, e i Remedia Amoris, un'operetta in cui si propongono i mezzi per guarire dalla passione amorosa.
- Tito Livio scrive la Storia di Roma (Ab Urbe condita).
- Muore Amanishakheto, regina di Kush (Nubia). Sale al trono suo figlio Natakamani.
- Il Buddhismo viene introdotto in Cina.
- Viene fondato il Regno di Axum nelle odierne Etiopia ed Eritrea.

## Nati
- Sesto Afranio Burro, politico romano († 62)
- Vologase I, re partico († 78)

## Morti
- Lucio Munazio Planco, militare e politico romano (n. 90 a.C.)

## Calendario
| Calendario 1 | Calendario 1 | Calendario 1 | Calendario 1 | Calendario 1 | Calendario 1 | Calendario 1 | Calendario 1 | Calendario 1 | Calendario 1 | Calendario 1 | Calendario 1 | Calendario 1 | Calendario 1 | Calendario 1 | Calendario 1 | Calendario 1 | Calendario 1 | Calendario 1 | Calendario 1 | Calendario 1 | Calendario 1 | Calendario 1 | Calendario 1 | Calendario 1 | Calendario 1 | Calendario 1 | Calendario 1 | Calendario 1 | Calendario 1 | Calendario 1 | Calendario 1 | Calendario 1 |
| ------------ | ------------ | ------------ | ------------ | ------------ | ------------ | ------------ | ------------ | ------------ | ------------ | ------------ | ------------ | ------------ | ------------ | ------------ | ------------ | ------------ | ------------ | ------------ | ------------ | ------------ | ------------ | ------------ | ------------ | ------------ | ------------ | ------------ | ------------ | ------------ | ------------ | ------------ | ------------ | ------------ |
|              | 1            | 2            | 3            | 4            | 5            | 6            | 7            | 8            | 9            | 10           | 11           | 12           | 13           | 14           | 15           | 16           | 17           | 18           | 19           | 20           | 21           | 22           | 23           | 24           | 25           | 26           | 27           | 28           | 29           | 30           | 31           |              |
| Gennaio      | Sa           | Do           | Lu           | Ma           | Me           | Gi           | Ve           | Sa           | Do           | Lu           | Ma           | Me           | Gi           | Ve           | Sa           | Do           | Lu           | Ma           | Me           | Gi           | Ve           | Sa           | Do           | Lu           | Ma           | Me           | Gi           | Ve           | Sa           | Do           | Lu           |              |
| Febbraio     | Ma           | Me           | Gi           | Ve           | Sa           | Do           | Lu           | Ma           | Me           | Gi           | Ve           | Sa           | Do           | Lu           | Ma           | Me           | Gi           | Ve           | Sa           | Do           | Lu           | Ma           | Me           | Gi           | Ve           | Sa           | Do           | Lu           |              |              |              |              |
| Marzo        | Ma           | Me           | Gi           | Ve           | Sa           | Do           | Lu           | Ma           | Me           | Gi           | Ve           | Sa           | Do           | Lu           | Ma           | Me           | Gi           | Ve           | Sa           | Do           | Lu           | Ma           | Me           | Gi           | Ve           | Sa           | Do           | Lu           | Ma           | Me           | Gi           |              |
| Aprile       | Ve           | Sa           | Do           | Lu           | Ma           | Me           | Gi           | Ve           | Sa           | Do           | Lu           | Ma           | Me           | Gi           | Ve           | Sa           | Do           | Lu           | Ma           | Me           | Gi           | Ve           | Sa           | Do           | Lu           | Ma           | Me           | Gi           | Ve           | Sa           |              |              |
| Maggio       | Do           | Lu           | Ma           | Me           | Gi           | Ve           | Sa           | Do           | Lu           | Ma           | Me           | Gi           | Ve           | Sa           | Do           | Lu           | Ma           | Me           | Gi           | Ve           | Sa           | Do           | Lu           | Ma           | Me           | Gi           | Ve           | Sa           | Do           | Lu           | Ma           |              |
| Giugno       | Me           | Gi           | Ve           | Sa           | Do           | Lu           | Ma           | Me           | Gi           | Ve           | Sa           | Do           | Lu           | Ma           | Me           | Gi           | Ve           | Sa           | Do           | Lu           | Ma           | Me           | Gi           | Ve           | Sa           | Do           | Lu           | Ma           | Me           | Gi           |              |              |
| Luglio       | Ve           | Sa           | Do           | Lu           | Ma           | Me           | Gi           | Ve           | Sa           | Do           | Lu           | Ma           | Me           | Gi           | Ve           | Sa           | Do           | Lu           | Ma           | Me           | Gi           | Ve           | Sa           | Do           | Lu           | Ma           | Me           | Gi           | Ve           | Sa           | Do           |              |
| Agosto       | Lu           | Ma           | Me           | Gi           | Ve           | Sa           | Do           | Lu           | Ma           | Me           | Gi           | Ve           | Sa           | Do           | Lu           | Ma           | Me           | Gi           | Ve           | Sa           | Do           | Lu           | Ma           | Me           | Gi           | Ve           | Sa           | Do           | Lu           | Ma           | Me           |              |
| Settembre    | Gi           | Ve           | Sa           | Do           | Lu           | Ma           | Me           | Gi           | Ve           | Sa           | Do           | Lu           | Ma           | Me           | Gi           | Ve           | Sa           | Do           | Lu           | Ma           | Me           | Gi           | Ve           | Sa           | Do           | Lu           | Ma           | Me           | Gi           | Ve           |              |              |
| Ottobre      | Sa           | Do           | Lu           | Ma           | Me           | Gi           | Ve           | Sa           | Do           | Lu           | Ma           | Me           | Gi           | Ve           | Sa           | Do           | Lu           | Ma           | Me           | Gi           | Ve           | Sa           | Do           | Lu           | Ma           | Me           | Gi           | Ve           | Sa           | Do           | Lu           |              |
| Novembre     | Ma           | Me           | Gi           | Ve           | Sa           | Do           | Lu           | Ma           | Me           | Gi           | Ve           | Sa           | Do           | Lu           | Ma           | Me           | Gi           | Ve           | Sa           | Do           | Lu           | Ma           | Me           | Gi           | Ve           | Sa           | Do           | Lu           | Ma           | Me           |              |              |
| Dicembre     | Gi           | Ve           | Sa           | Do           | Lu           | Ma           | Me           | Gi           | Ve           | Sa           | Do           | Lu           | Ma           | Me           | Gi           | Ve           | Sa           | Do           | Lu           | Ma           | Me           | Gi           | Ve           | Sa           | Do           | Lu           | Ma           | Me           | Gi           | Ve           | Sa           |              |